# 지아우르 라만
지아우르 라만(벵골어: জিয়াউর রহমান, 1936년 1월 29일 ~ 1981년 5월 30일)은 방글라데시의 7대 대통령이자 군인으로 본래 서파키스탄의 군인으로 방글라데시 독립 전쟁에서 활약했고 방글라데시 국가당을 세우고 1977년 ~ 1981년까지 대통령직을 수행했다.

## 어린 시절
영국령 인도 제국의 보고라 주 바그바리 마을에서 태어났으며 캘커타의 부디 학교에 입학해 1947년 독립 후 대이동이 일어날 때 서파키스탄의 카리치로 가족들과 함께 이주했다.
1953년 대학에 입학하고 장교 생도로서 서파키스탄 육군 사관학교에 들어가 1955년 서파키스탄 육군의 중위가 되었다. 카리치에서 2년 동안 재직하다가 1957년 동부 벵골 연대로 옮겨 1959년 ~ 1964년 동안 군사정보부의 부서에서 일했다. 1960년 당시 15살이던 칼레다 지아와 약혼해 1965년 카리치에서 결혼했다.
1965년 인도-파키스탄 전쟁 당시 300 ~ 500명 정도의 부대를 지휘했으며 1966년 서파키스탄 육군사관학교의 교관으로 임명되었다. 하지만 동부 벵골에서 재직하는 동안 1970년 대규모 사이클론 피해와 야히아 칸 대통령의 독재, 서파키스탄 관리들의 부정부패 등으로 인해 점차 회의를 느끼기 시작했다.

## 방글라데시 해방군 사령관
사력 회담의 실패로 서파키스탄의 아히야 칸 대통령은 계엄령을 선포하고 1971년 3월 26일 이른 아침 동파키스탄 분리주의자들의 지도자던 셰이크 무지부르 라흐만을 체포했다. 이에 당시 벵골 의원으로 재직하던 라흐만은 방송국을 통해 3월 27일 독립 선언을 발표했다.
그리고 M. A. G. 오스마니 장군의 지휘 아래 치타공과 힐 열대 우림 지역의 동파키스탄군 사령관으로 임명됭 게릴라 부대를 이끌고 서파키스탄 군대에 여러 차례 공격을 감행했다. 이후 인도군이 개입하면서 전쟁은 12월 16일 서파키스탄 군대의 항복으로 종결되었다.
그리고 1972년 3월 17일 인도의 지원 아래 셰이크 무지부르 라흐만을 대통령으로 한 임시 정부와 국회가 설립되고 라만은 방글라데시에서 두 번째로 높은 군사 훈장을 수여받았다.

## 1975년 쿠데타
1975년 8월 15일 초대 대통령이던 셰이크 무지부르 라흐만 대통령은 지아우르 라만이 일으킨 쿠데타로 일가족과 함께 처형당했다. 그리고 내각장관이던 훈다카 무스타파 아메드가 5대 대통령이 되어 라만은 K M 샤피울라 장군이 해임된 후 육군 대장으로 임명되었다.
하지만 이후에도 군대 내에서의 쿠데타 시도가 일어나 11월 3일 사파트 지밀리의 다카 여단을 이끌던 카레드 모살라프 중령이 항의 쿠데타를 일으켜 라만의 사임을 강요했으며 뒤이어 11월 7일 사회주의 장교이던 아부 타헐 장군이 국민 혁명과 연대의 날로 명명된 쿠데타를 일으켜 모살라프 중령을 암살했다.
그리고 모살라프 중령의 상부이던 지밀리 중령을 시켜 라만을 체포하게 했으나 육군 본부에서는 임시 정부를 형성해 아부 사다트 모하메드 사옘이 6대 대통령이 되고 라만은 11월 24일 타헐 장군을 반역죄로 체포해 군사 재판에 회부해 1976년 7월 21일 처형했다.
이 과정에서 군부 내 핵심 세력으로 떠오른 라만은 11월 19일 계엄사령관이 되었다.

## 방글라데시 대통령
1977년 4월 21일 사옘 대통령의 사임으로 라만은 7대 대통령이 되었고 초기에는 쿠데타를 대비해 계엄령을 선포하고 언론 검열과 모든 정당 금지, 반체제 인사 체포를 군대에 명령했다.
1977년 9월 하순 일본 적군파에 의한 비행기 납치 사건이 발생하고 보고라주에서 반란이 일어났고 10월 2일 다카에서도 두 번째 반란이 발생해 라만의 거처를 공격했으나 실패하고 잠시 다카 라디오 방송국을 점령했다. 그리고 납치범들과 협상하는 동안 다카 국제 공항에서는 공군 장교들이 살해당했고 이를 계기로 라만 정부의 무능력함이 크게 드러났다.
이에 라만 정부는 강경 대책을 취해 전국에 걸쳐 도둑, 밀수 등의 조직을 엄중 처리, 경찰 병력 확보 정책 등을 펼쳤다.

## 통치
라만은 국내의 심각한 빈곤, 만성 실업, 식량 부족, 경기 침체 등의 문제를 해결하기 위해 농업 장려, 개발 정책 등을 펼치고 방글라데시가 지나치게 인도에 의존하고 있다고 파악해 미국, 서유럽과 가까운 관계를 유지했다. 인도와는 거리를 둔 반면 다른 이슬람 국가들과는 관계를 개선했다.
그리고 이슬람 극단주의자이므로 헌법에 이슬람교의 역할을 크게 증가시켜 헌법을 개정하고 이슬람에 대한 국가의 역할을 강조했다.

## 사형

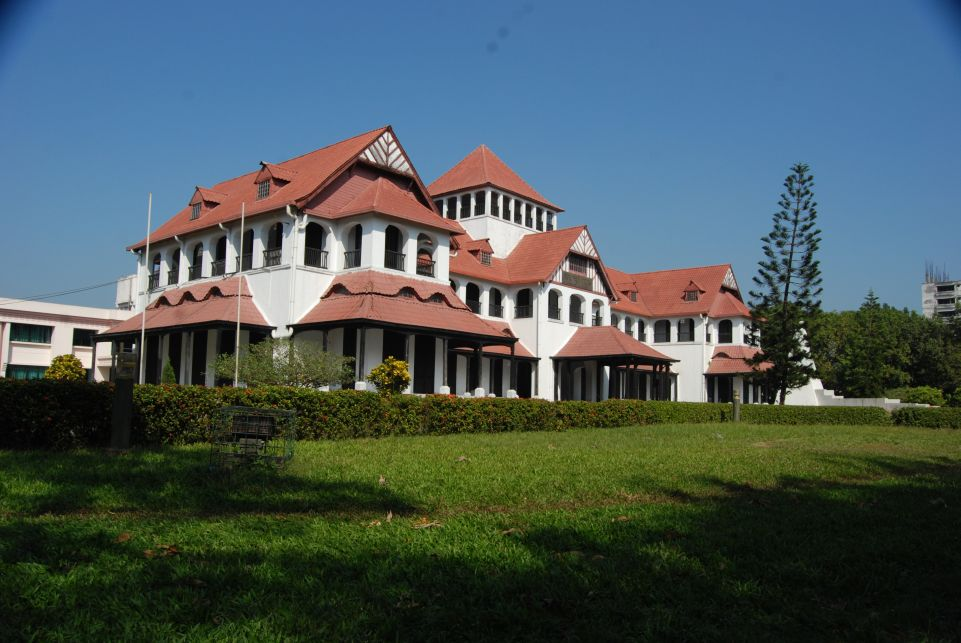
암살 장소인 치타공 회로 하우스

라만의 통치 과정에서 군부 내부의 분열이 가속화되었고 그러는 사이 라만은 BNP간의 정치적 지역 분쟁 해결을 위해 1981년 5월 29일 치타공으로 투어를 갔다가 5월 30일 치타공 회로 하우스에서 경호원 6명, 측근 2명과 함께 신군부 세력의 육군 장교들에 의해 붙잡혀 처형당했다.

## 참고 자료
- Milam, William B. "Pakistan & Bangladesh " 2009. Christ Hurst. ISBN 1-85065-921-4 / 1-85065-921-4 / 9781850659211
- Milam, William B. "Bangladesh & Pakistan : Flirting with failure in South Asia".2009-02-10. Columbia University Press. ISBN 0-231-70066-0 / 0-231-70066-0 / 9780231700665
- Mascarenhas, Anthony. Bangladesh: A Legacy of Blood. 1986. Hodder and Stoughton. ISBN 0-340-39420-X
- Baxter, Craig. Bangladesh: From a Nation to a State 1997, Westview Press. ISBN 0-8133-2854-3.
- Baxter, Craig et al. Governance and Politics in South Asia 1998, Westview Press. ISBN 0-8133-3901-4